# Zbiór atomowy
Zbiór atomowy (atom) – zbiór mierzalny miary dodatniej, który nie zawiera podzbiorów mniejszej miary dodatniej. 
Funkcja mierzalna na zbiorze atomowym jest stała prawie wszędzie. 

## Inne znaczenia
Atom – niemający żadnych elementów obiekt, choć różny od zbioru pustego. Atom nie jest zbiorem.
W teorii mnogości z atomami przyjmuje się często odpowiednik aksjomatu regularności mówiący, że wszystkie zbiory można otrzymać ze zbioru pustego i atomów w wyniku pozaskończonej iteracji operacji tworzenia zbioru potęgowego.